# Bjarne Nielsen Brovst
Bjarne Nielsen Brovst (født 3. juni 1947 i Brovst, død 8. oktober 2021) var en dansk forfatter og foredragsholder.

## Forfattergerning
Han debuterede i 1970 med Mit hjertes have og skrev sidenhen utallige bøger, heriblandt biografier om blandt andre H. C. Andersen, Grundtvig, Jeppe Aakjær, William Heinesen og Jørgen-Frantz Jacobsen. Han skrev også digte, noveller, og flere selvbiografier. Udover forfatterskabet var han også højskoleforstander og -lærer, samt boghandler m.m.

## Uddannelse og øvrig virke
Efter realeksamen i 1965 tog han studenterkursus. Fra 1967 til 1970 tog han boghandleruddannelse, og fra 1970 til 1973 var han boghandler på AUC.
Han var fra 1967 til 1973 lærer ved Dansk Blindesamfund i Aalborg. Efter at have studeret ved HF Ranum Seminarium og siden taget lærereksamen ved Gedved Seminarium,var han fra 1973 til 1980 højskolelærer ved Pensionisthøjskolen Rude Strand, hvorefter han var forstander samme sted indtil han i 2000  selv blev pensionist.